# Афанасий (Яворский)
Архиепи́скоп Афана́сий (укр. Єпископ Афанасій, в миру Бори́с И́горевич Яво́рский, укр. Борис Ігорович Яворський; род. 8 августа 1976, Ореховец, Тернопольская область) — архиерей Православной церкви Украины, архиепископ Одесский и Балтский (с 2021).
Ранее — епископ Украинской православной церкви Киевского патриархата, епископ Луганский и Старобельский (2013—2018).

## Биография
Родился 8 августа 1976 года в селе Ореховец, Тернопольской области.
После окончания Ореховецкой общеобразовательной школы I—II степеней, поступил в Тернопольское музыкальное училище имени С. А. Крушельницкой на отделение хорового дирижирования. Не окончив училища, в 1995 году поступил в Львовскую духовную семинарию (УПЦ КП), одновременно получив полное среднее образование в школе № 1 Подволочиска. В 1997 году был переведен на 3-й курс Киевской духовной семинарии УПЦ КП. По окончании 3-го курса будущий священник имел академический отпуск для богослужебной практики.
15 марта 1998 года в Академическом храме святого апостола и евангелиста Иоанна Богослова ректором Киевской духовной академии и семинарии епископом Вышгородским Даниилом (Чокалюком) был рукоположён в сан диакона. В августе 1998 года был переведён в клир Тернопольско-Кременецкой епархии УПЦ КП.
27 июня 2000 года был переведен в Тернопольско-Бучацкую епархию, а 12 июля 2000 года, в храме святых апостолов Петра и Павла села Пушкари Бучацкого района Тернопольской области, митрополитом Тернопольским и Бучацким Василием был рукоположён в сан пресвитера. Богослужебную практику проходил в Свято-Троицком соборе Подволочиска.
В ноябре 2001 года епископом Сумским и Ахтырским Михаилом (Зинкевичем) был принятый в клир Сумской епархии.
24 февраля 2002 года в храме Рождества Пресвятой Богородицы в Сумах епископом Сумским и Ахтырским Михаилом был пострижен в рясофор с именем Афанасий, а 6 июня 2002 года был назначен настоятелем храма Рождества Пресвятой Богородицы в Сумах.
24 марта 2003 года управляющим епархией епископом Флавианом (Пасечником) назначен настоятелем религиозной общины Покрова Пресвятой Богородицы в Сумах и благочинным Сумского района.
19 декабря 2007 года епископом Мефодием в Свято-Воскресенском кафедральном соборе был пострижен в малую схиму с именем Афанасий в честь святителя Афанасия Великого, архиепископа Александрийского и 1 января 2008 года назначен пресс-секретарём Сумской епархии.
К празднику Пасхи Христовой 2009 года по благословению патриарха Филарета был возведён в достоинство игумена.
В 2010 году поступил на пятый курс Ивано-Франковского богословского института и в 2011 году защитил магистерскую работу на тему «Розвиток церковного хорового співу в Україні XI—XVII століттях і його роль в богослужіннях» («Развитие церковного хорового пения в Украине XI—XVII веках и его роль в богослужениях»).
27 июля 2011 года Священным Синодом УПЦ Киевского патриархата (журнал заседания Синода № 28) был избран епископом Конотопом, викарием Сумской епархии.
21 августа 2011 года во Владимирском кафедральном соборе города Киева был рукоположён в сан епископа Конотопского, викария Сумской епархии. Хиротонию совершили: Патриарх УПЦ КП Филарет (Денисенко), епископ Переяслав-Хмельницкий и Бориспольский Епифаний (Думенко), епископ Сумский и Ахтырский Мефодий (Срибняк), епископ Черниговский и Нежинский Иларион (Процик), епископ Васильковский Феодосий (Пайкуш), епископ Богуславский Евстратий (Зоря), епископ Вышгородский Агапит (Гуменюк).
20 октября 2013 года был избран епископом Луганским и Старобельским.
15 декабря 2018 года вместе со всеми другими архиереями УПЦ КП принял участие в «объединительном соборе» в храме Святой Софии.
24 мая 2021 года решением Священного синода ПЦУ переведён на кафедру епископа Одесского и Балтского.
2 февраля 2023 года указом предстоятеля ПЦУ Епифания (Думенко) возведён в сан архиепископа.